# Bordegassos de Vilanova

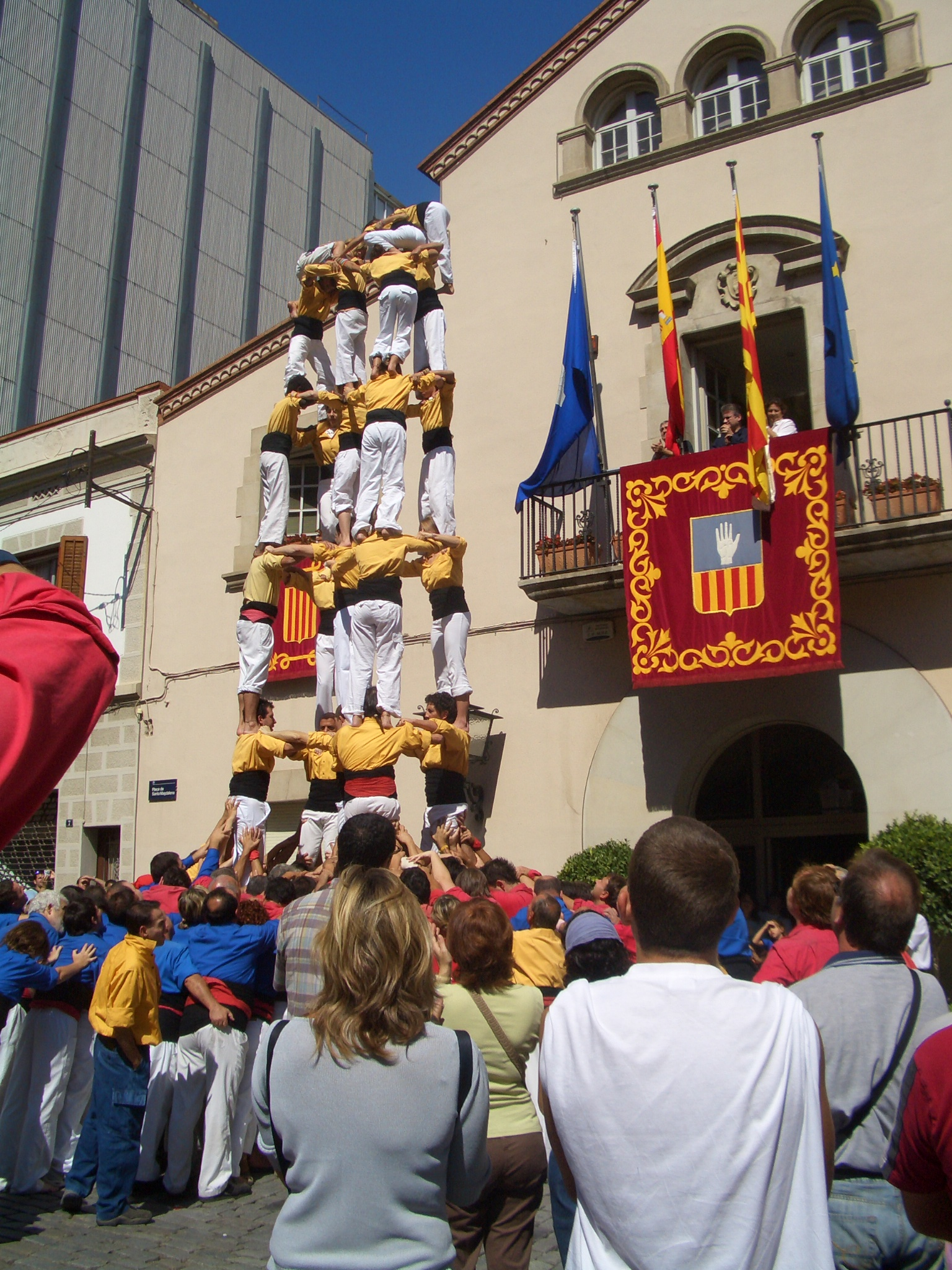
5 de 7 de los Bordegassos de Vilanova

Los Bordegassos de Vilanova son una colla castellera de Villanueva y Geltrú creada el año 1972. La camisa es de color amarillo y los castells más importantes que han completado son el 3 de 9 amb folre, el 4 de 8 amb l'agulla, el 5 de 8, el pilar de 7 amb folre y la torre de 8 amb folre.
Durante su primera década de existencia, en los años 1970, los bordegassos consolidaron rápidamente los castillos de siete pisos, culminando este proceso cuando en 1978, consiguieron su primera torre de siete. Al año siguiente, en 1979, coronaron su primer castillo de ocho pisos, el cuatro de ocho. A partir de aquí iniciaron un largo declive hasta que en 1992 volvieron a conseguir la torre de siete. En el 94 recuperaron el cuatro de ocho.
El día 1 de agosto de 1999, los Bordegassos de Vilanova ampliaron su palmarés cargando el 3 de 9 amb folre, con el que se convirtieron en la novena agrupación en levantar castillos de nueve en el siglo XX. Esta actuación fue la mejor de su historia: 3 de 9 amb folre cargado, 4 de 8 con pilar, 5 de 8 y 'pilar de 7 con folre.